# Ардерн, Джасинда
Джаси́нда Кейт Ло́релл А́рдерн (англ. Jacinda Kate Laurell Ardern; род. 26 июля 1980[…], Гамильтон, Уаикато, Новая Зеландия) — новозеландский государственный и политический деятель, член Лейбористской партии, депутат от округа Маунт-Альберт с 2017 года. Премьер-министр Новой Зеландии с 26 октября 2017 по 25 января 2023 года.
Была впервые избрана в парламент по партийному списку на всеобщих выборах 2008 года и представляет округ Маунт-Альберт с 8 марта 2017 года.
На всеобщих выборах 23 сентября 2017 года Лейбористская партия во главе с Ардерн получила 46 мест, увеличив своё представительство на 14 депутатов, но уступив Национальной партии под началом Билла Инглиша с 56 мандатами. Однако партия NZ First заявила о своей готовности создать правящую коалицию с лейбористами. Таким образом, 26 октября Ардерн была назначена на пост премьер-министра Новой Зеландии.
На всеобщих парламентских выборах 2020 года лейбористская партия одержала убедительную победу, что впервые с 1993 года открывает возможность создания однопартийного правительства большинства.

## Биография

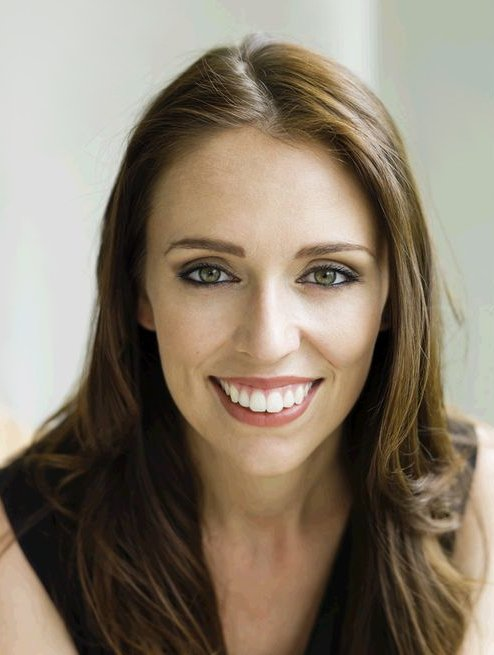
2011 год

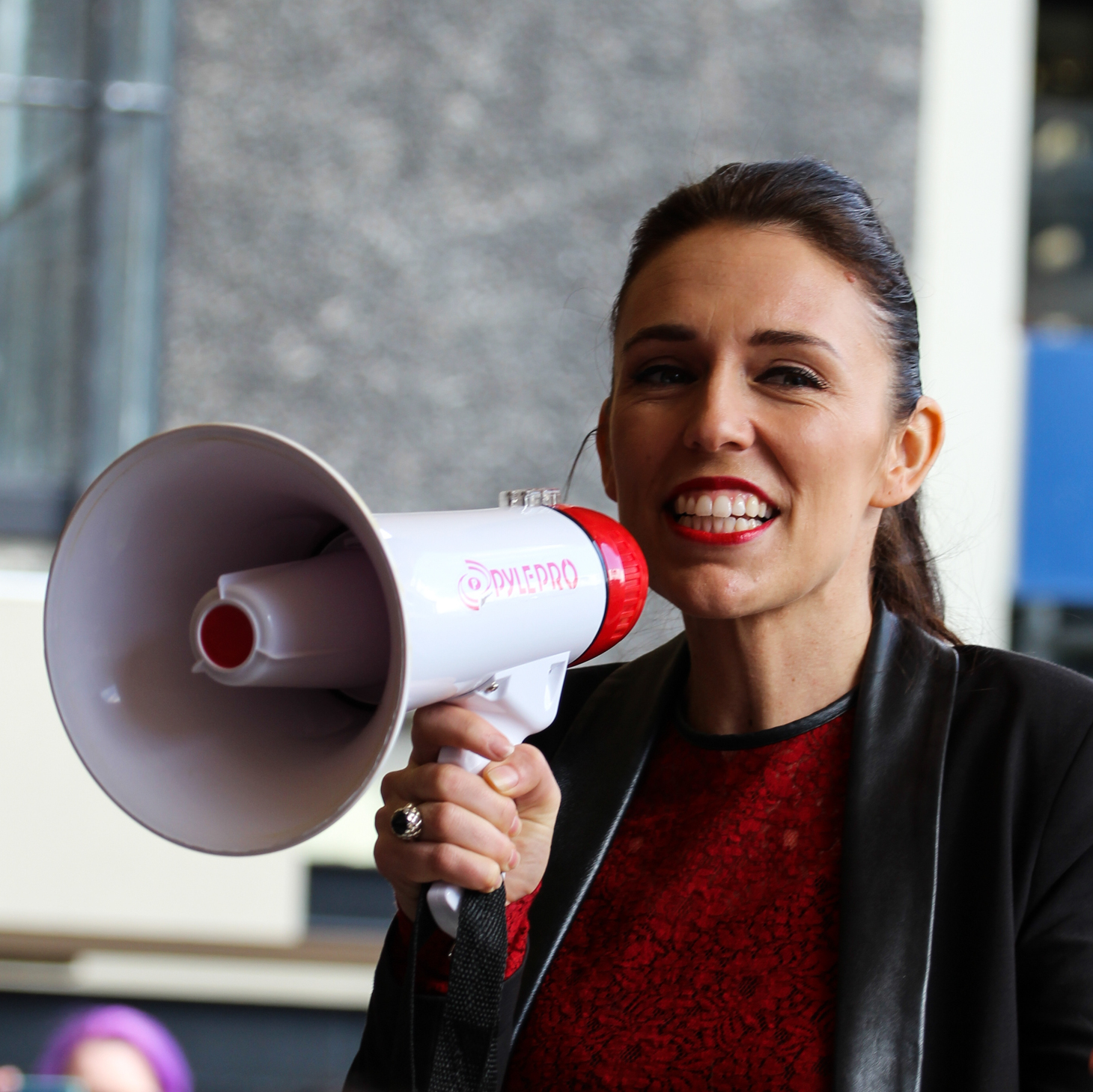
Джасинда Ардерн во время предвыборной агитации 2017 года. Оклендский университет

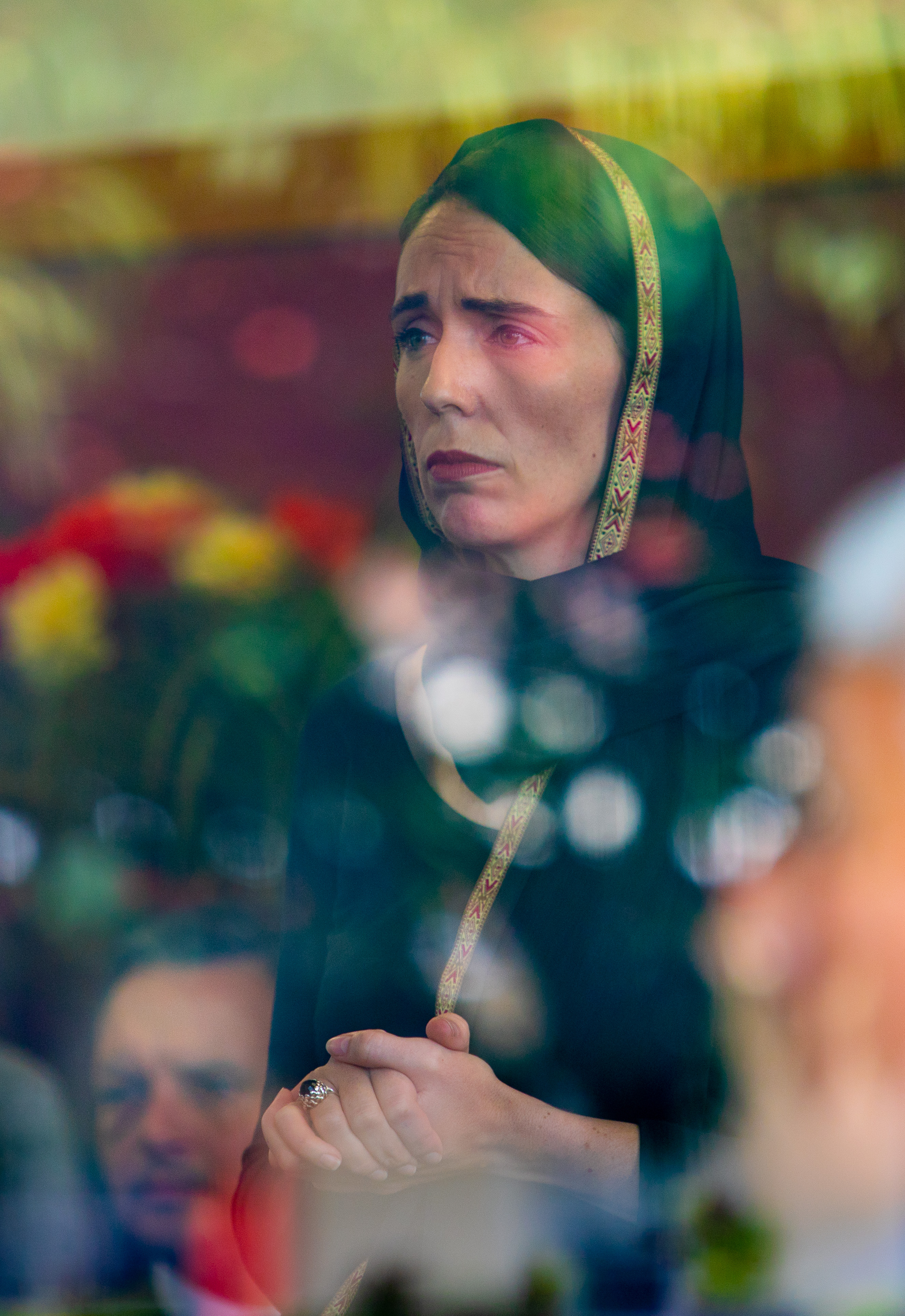
Джасинда Ардерн надела хиджаб после нападения на мечети в 2019 году

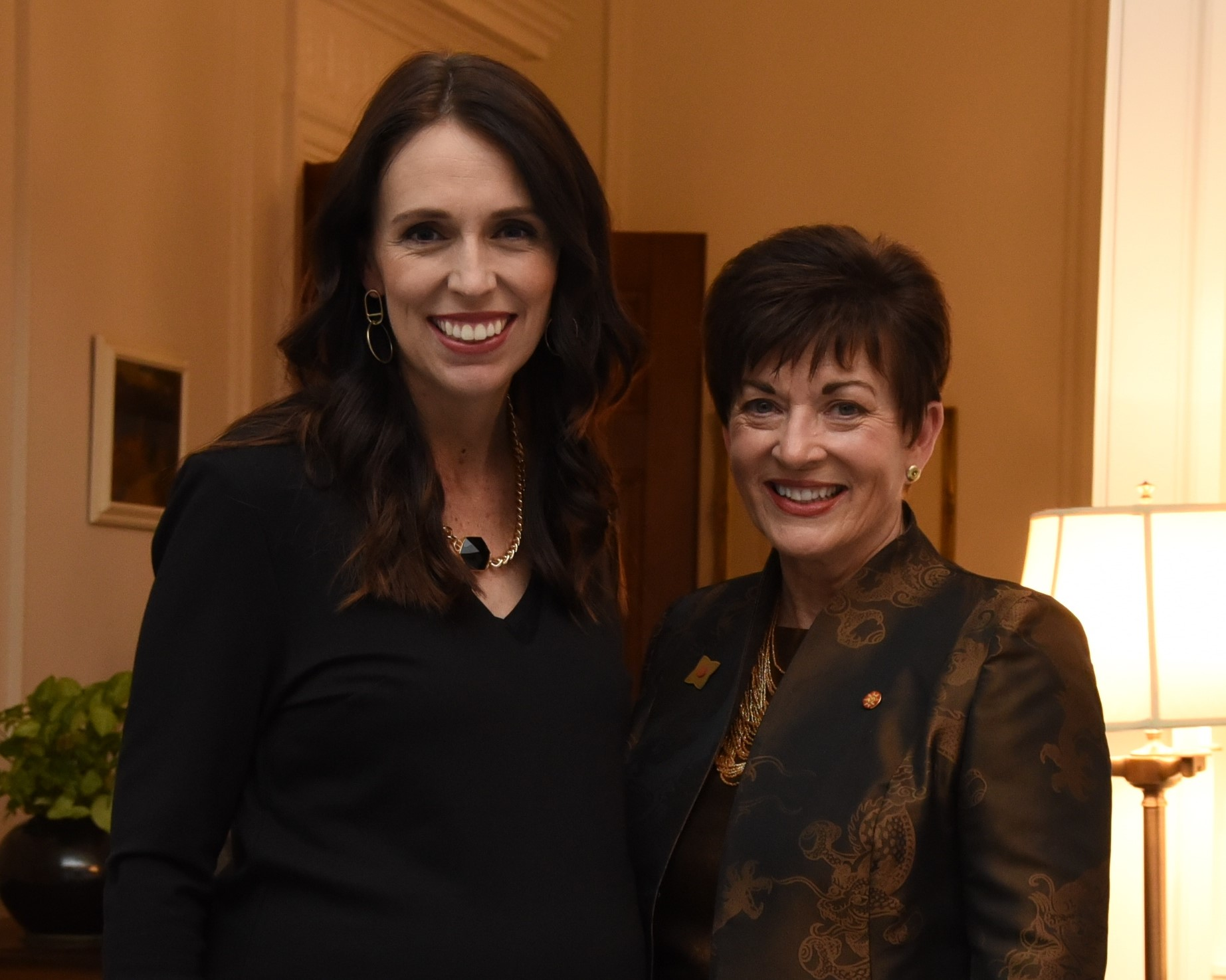
Джасинда Ардерн и генерал-губернатор Новой Зеландии Пэтси Редди

Родилась 26 июля 1980 года в семье полицейского мормонского вероисповедания Росса Ардерна (в 2005 году порвала с церковью из-за противоречия мормонской позиции с её личными взглядами и ныне определяет себя как агностика).
В политику пришла под влиянием своей тёти, давней сторонницы лейбористов, и рано вступила в Лейбористскую партию. После окончания Университета Уаикато в 2001 году с дипломом бакалавра в области политических коммуникаций Ардерн начала свою карьеру в качестве исследователя в штабе члена новозеландского парламента Фила Гоффа, а затем — канцелярии премьер-министра Хелен Кларк. Позже она работала в Великобритании в качестве политического советника премьер-министра Тони Блэра (хотя впоследствии подчёркивала, что поступила на эту работу от безысходности).
В 2008 году была избрана президентом Международного союза социалистической молодёжи. На этой должности посещала разные страны, включая Алжир, Иорданию, Израиль и Китай. Параллельно начала депутатскую деятельность. В 2017 году была единогласно избрана заместителем лидера Лейбористской партии после отставки Аннет Кинг.
В преддверии парламентских выборов, обнаружив исторический минимум поддержки партии согласно опросам, 1 августа 2017 года лидер Лейбористской партии Эндрю Литтл ушёл со своего поста, и партию возглавила его заместительница Ардерн. Вопреки агрессивным личным нападкам на неё, часто носившим оттенок гендерной дискриминации, она провела динамичную предвыборную кампанию.
Под её руководством Лейбористская партия впервые за двенадцать лет опередила в опросах своего традиционного соперника — Национальную партию (рейтинги возросли с 23 % до 43 %). Журналисты заговорили об эффекте «джасиндамании», когда уже за первые 10 дней руководства Ардерн Лейбористской партией той удалось собрать дополнительных пожертвований на сумму около 500 тысяч долларов США на избирательную кампанию, к которой присоединились 3,5 тысяч волонтёров.

## Во главе правительства
На всеобщих выборах 23 сентября 2017 года Лейбористская партия получила 46 мест, увеличив своё представительство на 14 депутатов, но уступив НП под началом Билла Инглиша с 56 мандатами. Однако лейбористам удалось образовать правительственную коалицию с партией «Новая Зеландия прежде всего» при поддержке Зелёной партии.
26 октября 2017 года Джасинда Ардерн в возрасте 37 лет стала самой молодой женщиной в мире, которая занимает пост главы правительства. Ардерн стала третьей в истории женщиной, ставшей премьер-министром Новой Зеландии, после Дженни Шипли (1997—1999) и Хелен Кларк (1999—2008). Новый премьер так очертила свои приоритеты на посту: борьба с бедностью и социальной исключённостью, защита окружающей среды, внимание к проблемам молодёжи и женщин. Её правительство сконцентрировалось на решении таких проблем страны, как жилищный кризис, социальное неравенство и бедность, особенно среди детей (поставлена цель до 2020 года вывести из-за черты бедности 100 тысяч детей).
Правительство Ардерн проводило политику повышения минимальных зарплат, увеличения социальных гарантий и экономической поддержки нуждающихся. Так, был увеличен декретный отпуск (с 22 до 26 недель), введены выплаты по 60 долларов семьям низких и средних доходов с детьми, создан фонд для развития сельской местности. Для предотвращения спекуляций иностранцам, у которых нет вида на жительство, было запрещено покупать недвижимость в Новой Зеландии. Отменив введённые предыдущим правоцентристским правительством налоговые льготы для богатых, кабинет Ардерн перенаправил средства на финансирование образования и здравоохранения. С 1 января 2018 года первый год после среднего (высшего и профессионального) образования был сделан бесплатным для всех, студенческие пособия увеличены на $50 в неделю, а зарплаты врачей вырастут в диапазоне от 12,8 до 18,5 %. На национальном и международном уровне ратует за экологически ответственную политику и искоренение антропогенных причин климатических изменений.
Эффективное реагирование Ардерн на кризисы, включая неонацистскую террористическую атаку на мечети Крайстчерча в марте 2019 года (после которой был введён запрет на полуавтоматическое боевое оружие и штурмовые винтовки на территории страны) и эпидемию COVID-19, проявленные ей эмпатия, стойкость и ответственность высоко оценивались в стране и за рубежом. Некоторые опросы показывают, что она стала самым популярным новозеландским премьер-министром в истории, а рейтинги её Лейбористской партии достигли 56-60 %.
19 января 2023 года Ардерн объявила о своей предстоящей отставке. Её полномочия на посту премьер-министра завершатся не позднее 7 февраля 2023 года, она подала в отставку с поста лидера Лейбористской партии 22 января и подала прошение об отставке с поста премьер-министра генерал-губернатору 25 января.

## Взгляды
Идеологически Ардерн описывает себя как социал-демократку, прогрессивистку, феминистку (в качестве своего политического кумира называет Хелен Кларк) и сторонницу республиканской формы правления (в сентябре 2017 года заявила, что желает провести дебаты о смещении монарха Новой Зеландии в качестве главы государства).
Как сторонница рабочего движения и государства всеобщего благосостояния, она выступает против сокращения налогов на лиц с высокими доходами и демонтажа системы социального обеспечения, продвигаемых Национальной партией. Среди её приоритетов — сокращение бедности, строительство социального жилья для 100 тысяч семей и запрет на покупку недвижимости иностранными офшорами. Поддерживает однополые браки (голосовала за законопроект о равенстве брака в 2013 году) и либерализацию законодательства в вопросах абортов. Выступает за низкий уровень иммиграции в Новую Зеландию при одновременном увеличении приёма беженцев. Для борьбы с глобальным потеплением стремится законодательно закрепить цели сокращения выбросов парниковых газов.

### Религия
Выросшая как член Церкви Иисуса Христа Святых последних дней в Новой Зеландии, Ардерн покинула церковь в 2005 году в возрасте 25 лет, потому что, по её словам, это противоречило её личным взглядам, в частности её поддержке прав ЛГБТ. В январе 2017 года Ардерн назвала себя агностиком, сказав: «Я не вижу себя снова членом организованной религии». В качестве премьер-министра в 2019 году она встретилась с президентом Церкви СПД Расселом М. Нельсоном.

## Личная жизнь
В конце января 2018 года Ардерн объявила о том, что беременна и ждёт ребёнка в июне. 21 июня 2018 года у Ардерн и её бойфренда Кларка Гейфорда родилась дочь, которую назвали Нив Те Ароха. Таким образом, Ардерн стала второй женщиной, родившей на посту главы правительства, после Беназир Бхутто. 28 апреля 2019 года состоялась помолвка Ардерн и Гейфорда.

## Награды
- Новая Зеландия; Гранд-компаньон ордена Заслуг (5 июня 2023)